# Electric folk
Folk elétrico ou eletric folk é a forma de folk rock pioneira na Inglaterra desde o final dos anos 1960, e mais significativo na década de 1970, que depois foi retomada e desenvolvida nas culturas celtas vizinhas da Bretanha, Irlanda , Escócia, País de Gales e da Ilha de Man, para produzir o rock celta e seus derivados. Também tem sido influente nas partes do mundo, com certas conexões culturais com a Inglaterra e deu origem ao gênero de punk folk.
Na década de 1980 o gênero estava em franco declínio em popularidade, mas sobreviveu e foi reavivado em significado, em parte, devido a fusão com o rock e música popular das culturas a partir das quais se originou. Embora na Grã-Bretanha o termo folk rock seja frequentemente usado como sinônimo de folk elétrico, críticos musicais retomaram este termo como um meio de distinguir o estilo como uma categoria clara e distinta dentro do gênero mais amplo do folk rock.